# Chalco (Mexico)
Chalco de Díaz Covarrubias is een stad in de Mexicaanse deelstaat Mexico. Chalco is de hoofdplaats van de gemeente Chalco en heeft 144.311 inwoners (census 2005).